# Pismo bezszeryfowe
Pismo bezszeryfowe – pismo o kroju pozbawionym ozdobników w postaci szeryfów – końcówki znaków są proste. Pismami bezszeryfowymi są m.in. Arial, Verdana, Trebuchet MS, Helvetica, Univers, Futura. 
Używane są zwłaszcza do tworzenia tytułów, nagłówków itp. w publikacjach papierowych oraz stron internetowych i innych publikacji przeznaczonych do czytania na ekranie komputerowym (nie męczą wzroku – w odróżnieniu od fontów szeryfowych, bardziej przydatnych do publikacji papierowych).

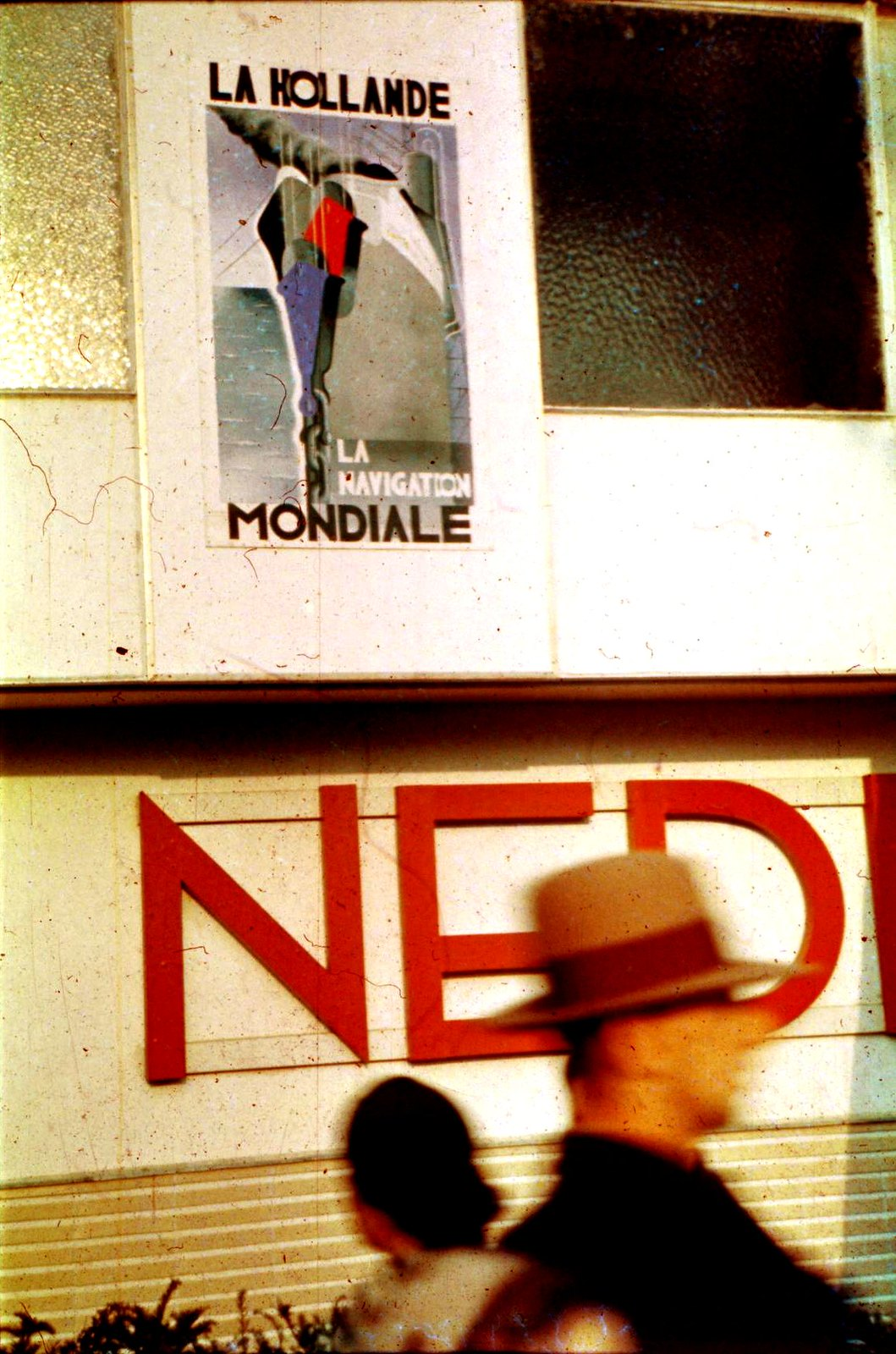
Pismo bezszeryfowe na plakacie i na fasadzie holenderskiego pawilonu w Paryżu, na placu Warszawskim z okazji Wystawy Światowej w 1937